# Литовский курьер
Литовский курьер (лит. „Lietuvos pasiuntinys“, официально — «Litovskij kurjer») — вильнюсская еженедельная газета с дайджестом зарубежных публикаций, начавшая выходить в 1995 году.

## История
Газета начала выпускаться в марте 1995 года, изначально на русском языке, а с 1997 года — на литовском. Газета была основана Валерием Третьяковым и UAB Valvivata, издательством UAB Litovskij Kurjer. В 1995 году было выпущено 17000 экземпляров, в 1997 — 32 000 экземпляров.

## Главные реадакторы
- Иосиф Уссер — 1995—1996;
- М. Столяров — 1996;
- Юрий Строганов — 1996—2004;
- Валерий Третьяков — с 2005 года;
- Анатолий Иванов — с 2012 года [3].
- Валерий Третьяков

## Награды
- Почётная грамота Правительства Российской Федерации (9 июня 2011 года) — за большой вклад в сохранение русского языка и культуры, а также в дело консолидации соотечественников за рубежом[4].